# Istoria Bașchiriei
Istoria Bașchiriei sau a Bașkortostanului acoperă regiunea din și în jurul Uralilor de Sud, locuită istoric de bașchiri. Regiunea a fost cunoscută sub mai multe nume, inclusiv al-Bashgird, Bashgirdia, Bascardia, Fiyafi Bashqyrt (stepele Bashqyrt), Pascatir și variante similare. Ca și în cazul denumirilor anterioare, subiectul federal modern al bașkortostanului a fost numit după poporul nativ bașchir.